# Бейкер, Дел
Делмер Дэвид Бейкер (англ. Delmer David Baker, 3 мая 1892, Шервуд, Орегон — 11 сентября 1973, Олмос-Парк, Техас) — американский бейсболист и тренер. Играл на позиции кэтчера. Выступал в Главной лиге бейсбола с 1914 по 1916 год. Победитель Мировой серии 1935 года как член тренерского штаба «Детройт Тайгерс».

## Биография
Делмер Дэвид Бейкер родился 3 мая 1892 года в Шервуде в штате Орегон. Он был одним из пяти сыновей в семье. В 1909 году он окончил колледж в Портленде и начал работать бухгалтером в городке Уоско. Там же он начал играть в бейсбол за городскую любительскую команду. В тот период Бейкер попал в поле зрения скаутов профессиональных команд. 
В 1911 году он начал выступления за команду D-лиги «Хелена Сенаторз». После двух сезонов в её составе Дел перешёл в «Линкольн Рейлсплиттерс», представлявших Западную лигу. Благодаря удачной игре в составе Линкольна он оказался в клубе Главной лиги бейсбола «Детройт Тайгерс», где стал дублёром кэтчера Оскара Стэнейджа.
Всего в «Тайгерс» Бейкер провёл три сезона. Весной 1917 года руководство клуба приняло решение о переводе его в фарм-клуб. Сезон Дел отыграл за «Сан-Франциско Силс» в Лиге Тихоокеанского побережья. Весь 1918 год он пропустил из-за призыва на службу в ВМС США, а после возвращения три сезона выступал за «Портленд Биверс». Затем последовал год в «Мобил Беарс» и ещё три сезона в «Окленд Оукс».
В 1928 году Бейкер впервые попробовал себя в роли главного тренера, отработав сезон с «Огден Ганнерс» с результатом 57—59. Вторая попытка оказалась более удачной. В 1930 году Дел возглавил один из фарм-клубов Детройта «Бомонт Экспортерс». В его команде играли будущие звёзды бейсбола Джо-Джо Уайт, Скулбой Роу, Люк Хэмлин и Хэнк Гринберг. В 1932 году «Экспортерс» завершили регулярный чемпионат Техасской лиги с результатом 100—51, а в финале обыграли «Даллас». Гринберг был назван Самым ценным игроком лиги. Перед началом следующего сезона часть игроков команды перешла в основной состав «Тайгерс», а Бейкер стал там тренером третьей базы. Помимо своей непосредственной работы с будущим членом Зала славы профессионального бейсбола Гринбергом, Дел стал известен как один из лучших специалистов по «краже сигналов», которые кэтчер подавал питчеру перед подачей. Это также способствовало росту эффективности игры отбивающих «Детройта».
Бейкер работал в чемпионской команде «Тайгерс», выигравшей Мировую серию 1935 года у «Чикаго Кабс». В 1936 и 1937 годах он также исполнял обязанности главного тренера команды, когда проблемы со здоровьем испытывал Микки Кокран. В 1938 году Бейкер официально был назначен главным тренером «Детройта». Спустя два сезона он привёл команду к победе в Американской лиге, но в Мировой серии «Тайгерс» уступили «Цинциннати Редс» со счётом 3:4. Уволили его после завершения сезона 1942 года.
Уйдя из Детройта, Дел по два года отработал в тренерских штабах «Кливленд Индианс» и «Бостон Ред Сокс». Затем он снова вернулся к самостоятельной работе, проведя сезон во главе «Сакраменто Солонс» и два в «Сан-Диего Падрес». После банкротства последних Бейкер снова вернулся в «Индианс» и год работал скаутом, после чего снова оказался в числе тренеров «Ред Сокс». В 1960 году он в течение недели исполнял обязанности главного тренера «Бостона». 
Свою тренерскую карьеру Дел завершил в 1961 году. Оставшуюся часть жизни он провёл на пенсии в Сан-Антонио. Скончался Делмер Бейкер 11 сентября 1973 года.